# Leopard Racing
Leopard Racing es un equipo de motociclismo luxemburgués que participa en el Campeonato del Mundo de Motociclismo en la categoría de Moto3. El equipo fue fundado en 2014 por el empresario luxemburgués Flavio Becca.

## Historia
El Leopard Racing hizo su debut en el Campeonato Mundial de Moto3 en 2015 con tres pilotos: el español Efrén Vázquez, el británico Danny Kent y el japonés Hiroki Ono. Su primera temporada en el mundial fue un éxito: Kent ganó seis carreras (las Américas, Argentina, España, Cataluña, Alemania y Gran Bretaña) y sumó tres podios que le permitierón consagrarse campeón del mundo en la última fecha celebrada en Valencia. Por su parte Vázquez consiguió cinco podios terminandó la temporada en la octava posición y Ono a comparación con sus compañeros de equipo tuvo una mala temporada sólo puntuó en seis carreras, terminando más en el suelo que en la pista. En el Gran Premio de Australia, Ono fue reemplazado por el español Joan Mir.
En 2016, el Leopard Racing se expandió a Moto2 con Danny Kent y Miguel Oliveira en motocicletas Kalex. Debido a una lesión en la clavícula sufrida durante la clasificación para el Gran Premio de Aragón, Miguel Oliveira se perdió cuatro carreras. El  italiano Alessandro Nocco ocupó el lugar de Miguel Oliveira durante los Grandes Premios de Australia y Malasia. Oliveira terminó la temporada a solo un punto de ganar el premio al mejor debutante del año con Kent terminando detrás de él también a solo un punto. Mientras que en Moto3 pasó de la Honda NSF250RW a la KTM RC250GP, los pilotos del equipo fueron Joan Mir, el italiano Andrea Locatelli y el francés Fabio Quartararo. El equipo en Moto3 consiguió 5 podios en total con una victoria obtenida por Joan Mir en el Gran Premio de Austria. Al final de la temporada, Joan Mir ganó el premio al novato del año con el quinto puesto en la general, Andrea Locatelli termina la temporada en el noveno puesto, mientras que Fabio Quartararo gana el decimotercer puesto en la clasificación general.
En la temporada 2017, el Leopard Racing compitió exclusivamente en Moto3, volviendo a usar las Honda NSF250RW, alineándo a Joan Mir y al piloto belga Livio Loi. Esta fue una temporada de dominación total de Joan Mir: ganó diez carreras (Catar, Argentina, Francia, Cataluña, Alemania, República Checa, Austria, Aragón, Australia y Malasia), sumó tres podios y una pole, lograndó el título a dos fechas del final del campeonato al ganar el Gran Premio de Australia. En su camino al título, Mir superó el récord de puntos totales en una temporada de la categoría pequeña con 341 puntos. Por su parte Loi alterno puestos de puntos con carreras sin puntos, siendo la excepción el Gran Premio de Australia en donde terminó segundo detrás de Mir. En el Gran Premio de Aragón, Loi lesionado fue reemplazado por el español Aaron Polanco.
En la temporada 2018, el Leopard Racing renovó totalmente su formación, las dos Honda NSF250RW del equipo fueron confíadas a los italianos Enea Bastianini y Lorenzo Dalla Porta. En la temporada cada uno ganó un gran premio: Enea Bastianini ganó el Gran Premio de Cataluña, mientras que Dalla Porta logró lo mismo en el Gran Premio de San Marino. Además de estas dos victorias el equipo consiguió nueve podios: cinco con Bastianini y cuatro con Dalla Porta. Al final de la temporada Bastianini terminó en la cuarta posición y Dalla Porta por detrás de él en la quinta posición. En la primera temporada en la cual se otorgó el campeonato del mundo de equipos, el Leopard Racing terminó en la tercera posición con 328 puntos sumados por sus dos pilotos.
En la temporada 2021, el Leopard Racing alineó junto a Dennis Foggia al debutante Xavier Artigas. A pesar de un comienzo no perfecto, Foggia logró luchar por el título mundial contra el piloto de KTM, Pedro Acosta, ganó cinco carreras (Italia, Países Bajos, Aragón, San Marino y Emilia-Romaña) además de conseguir cinco podios que los mantuvieron en la lucha por el título hasta las últimas fechas. Pero la pelea terminó prematuramente durante el Gran Premio de Algarve, donde Foggia se cayó debido a un contacto provocado por el sudafricano Darryn Binder, en el que también se vio involucrado el español Sergio García. Tras la caída de Foggia y la victoria de Acosta, el título quedó sentenciado a favor del español de KTM. La temporada finalizó con la primera victoria en su carrera de Artigas en Valencia. Foggia terminó la temporada como subcampeón mundial y Artigas en la 15.º posición y el Leopard Racing en la tercera posición en la clasificación por equipos.

## Resultados en el Campeonato del Mundo de Moto3
(Carreras en Negrita indica pole position, Carreras en cursiva indica vuelta rápida)
| Temp. | Equipo                     | Moto           | Piloto              | 1   | 2   | 3   | 4   | 5   | 6   | 7   | 8   | 9   | 10  | 11  | 12  | 13  | 14  | 15  | 16  | 17  | 18  | 19  | 20  | 21 | Pts. | C.P. | Pts. | C.E. |   |   |
| ----- | -------------------------- | -------------- | ------------------- | --- | --- | --- | --- | --- | --- | --- | --- | --- | --- | --- | --- | --- | --- | --- | --- | --- | --- | --- | --- | -- | ---- | ---- | ---- | ---- | - | - |
| 2015  | Leopard Racing             | Honda NSF250RW |                     | QAT | AME | ARG | SPA | FRA | ITA | CAT | NED | GER | IND | CZE | GBR | RSM | ARA | JPN | AUS | MAL | VAL |     |     |    |      |      |      |      |   |   |
| 2015  | Leopard Racing             | Honda NSF250RW | Efrén Vázquez       | 4   | 3   | 2   | 5   | Ret | Ret | 3   | Ret | 2   | Ret | 4   | 9   | Ret | 4   | 10  | 2   | Ret | Ret |     |     |    | 155  | 8.º  | -    | -    | - | - |
| 2015  | Leopard Racing             | Honda NSF250RW | Danny Kent          | 3   | 1   | 1   | 1   | 4   | 2   | 1   | 3   | 1   | 21  | 7   | 1   | 6   | Ret | 6   | Ret | 7   | 9   |     |     |    | 260  | 1.º  | -    | -    | - | - |
| 2015  | Leopard Racing             | Honda NSF250RW | Hiroki Ono          | Ret | Ret | 13  | Ret | 11  | 11  | Ret | 14  | Ret | 26  | Ret | 20  | 16  | 10  | Ret |     | Ret | 8   |     |     |    | 29   | 21.º | -    | -    | - | - |
| 2015  | Leopard Racing             | Honda NSF250RW | Joan Mir            |     |     |     |     |     |     |     |     |     |     |     |     |     |     |     | Ret |     |     |     |     |    | 0    | NC   | -    | -    | - | - |
| 2016  | Leopard Racing             | KTM RC250GP    |                     | QAT | ARG | AME | SPA | FRA | ITA | CAT | NED | GER | AUT | CZE | GBR | RSM | ARA | JPN | AUS | MAL | VAL |     |     |    |      |      |      |      |   |   |
| 2016  | Leopard Racing             | KTM RC250GP    | Fabio Quartararo    | 13  | 13  | 13  | Ret | 6   | 5   | 7   | Ret | 23  | 4   | 21  | Ret | 18  | 12  | 8   | 12  | 4   | 14  |     |     |    | 83   | 13.º | -    | -    | - |   |
| 2016  | Leopard Racing             | KTM RC250GP    | Joan Mir            | 12  | 5   | Ret | 6   | 25  | 7   | 8   | 8   | Ret | 1   | 8   | 9   | 3   | 5   | 9   | Ret | Ret | 2   |     |     |    | 144  | 6.º  | -    | -    | - |   |
| 2016  | Leopard Racing             | KTM RC250GP    | Andrea Locatelli    | 21  | 4   | 5   | Ret | 10  | Ret | 19  | Ret | 2   | 13  | Ret | 14  | 6   | 17  | Ret | 2   | 5   | 20  |     |     |    | 96   | 9.º  | -    | -    | - |   |
| 2017  | Leopard Racing             | Honda NSF250RW |                     | QAT | ARG | AME | SPA | FRA | ITA | CAT | NED | GER | CZE | AUT | GBR | RSM | ARA | JPN | AUS | MAL | VAL |     |     |    |      |      |      |      |   |   |
| 2017  | Leopard Racing             | Honda NSF250RW | Livio Loi           | 12  | 6   | 15  | 16  | 16  | 23  | 25  | 21  | 7   | 27  | 4   | 6   | DNS |     | 19  | 2   | 4   | 27  |     |     |    | 80   | 13.º | -    | -    | - |   |
| 2017  | Leopard Racing             | Honda NSF250RW | Joan Mir            | 1   | 1   | 8   | 3   | 1   | 7   | 1   | 9   | 1   | 1   | 1   | 5   | 2   | 1   | 17  | 1   | 1   | 2   |     |     |    | 341  | 1.º  | -    | -    | - |   |
| 2017  | Leopard Racing             | Honda NSF250RW | Aaron Polanco       |     |     |     |     |     |     |     |     |     |     |     |     |     | 24  |     |     |     |     |     |     |    | 0    | NC   | -    | -    | - |   |
| 2018  | Leopard Racing             | Honda NSF250RW |                     | QAT | ARG | AME | SPA | FRA | ITA | CAT | NED | GER | CZE | AUT | GBR | RSM | ARA | THA | JPN | AUS | MAL | VAL |     |    |      |      |      |      |   |   |
| 2018  | Leopard Racing             | Honda NSF250RW | Enea Bastianini     | Ret | 4   | 2   | Ret | Ret | 6   | 1   | 3   | Ret | 4   | 2   | C   | Ret | 3   | Ret | 7   | 8   | 3   | 5   |     |    | 177  | 4.º  | 328  | 3.º  |   |   |
| 2018  | Leopard Racing             | Honda NSF250RW | Lorenzo Dalla Porta | 3   | 7   | 18  | Ret | Ret | 8   | 17  | 6   | 13  | 10  | 5   | C   | 1   | 13  | 2   | 2   | Ret | 2   | 18  |     |    | 151  | 5.º  | 328  | 3.º  |   |   |
| 2018  | Leopard Racing             | Honda NSF250RW | Manuel Pagliani     |     |     |     |     |     | 10  |     |     |     |     |     |     |     |     |     |     |     |     |     |     |    | 6    | 34.º | -    | -    |   |   |
| 2019  | Leopard Racing             | Honda NSF250RW |                     | QAT | ARG | AME | SPA | FRA | ITA | CAT | NED | GER | CZE | AUT | GBR | RSM | ARA | THA | JPN | AUS | MAL | VAL |     |    |      |      |      |      |   |   |
| 2019  | Leopard Racing             | Honda NSF250RW | Marcos Ramírez      | 4   | 9   | 12  | 23  | Ret | Ret | 1   | 7   | 2   | 16  | 5   | 1   | 7   | Ret | 4   | 8   | 2   | 6   | 7   |     |    | 183  | 3.º  | 462  | 1.º  |   |   |
| 2019  | Leopard Racing             | Honda NSF250RW | Lorenzo Dalla Porta | 2   | 7   | 13  | 8   | 2   | 2   | Ret | 2   | 1   | 2   | 6   | 3   | 8   | 11  | 2   | 1   | 1   | 1   | 21  |     |    | 279  | 1.º  | 462  | 1.º  |   |   |
| 2019  | Leopard Impala Junior Team | Honda NSF250RW | Xavier Artigas      |     |     |     |     |     |     |     |     |     |     |     |     |     |     |     |     |     |     | 3   |     |    | 16   | 26.º | -    | -    |   |   |
| 2020  | Leopard Racing             | Honda NSF250RW |                     | QAT | SPA | AND | CZE | AUT | EST | RSM | ERM | CAT | FRA | ARA | TER | EUR | VAL | POR |     |     |     |     |     |    |      |      |      |      |   |   |
| 2020  | Leopard Racing             | Honda NSF250RW | Jaume Masiá         | 4   | 10  | Ret | Ret | 2   | 14  | 7   | 5   | 7   | 4   | 1   | 1   | Ret | 9   | Ret |     |     |     |     |     |    | 140  | 6.º  | 229  | 1.º  |   |   |
| 2020  | Leopard Racing             | Honda NSF250RW | Dennis Foggia       | 9   | Ret | Ret | 1   | 21  | 11  | 9   | Ret | 3   | 13  | 10  | 16  | Ret | 16  | 2   |     |     |     |     |     |    | 89   | 10.º | 229  | 1.º  |   |   |
| 2021  | Leopard Racing             | Honda NSF250RW |                     | QAT | DOH | POR | SPA | FRA | ITA | CAT | GER | NED | EST | AUT | GBR | ARA | RSM | AME | ERM | ALG | VAL |     |     |    |      |      |      |      |   |   |
| 2021  | Leopard Racing             | Honda NSF250RW | Dennis Foggia       | Ret | 17  | 2   | Ret | 18  | 1   | Ret | 3   | 1   | 22  | 3   | 3   | 1   | 1   | 2   | 1   | Ret | 13  |     |     |    | 216  | 2.º  | 288  | 3.º  |   |   |
| 2021  | Leopard Impala Junior Team | Honda NSF250RW | Xavier Artigas      | Ret | Ret | Ret | 9   | 7   | 16  | Ret | 9   | 9   | DNS |     | 18  | Ret | Ret | 14  | 9   | 8   | 1   |     |     |    | 72   | 15.º | 288  | 3.º  |   |   |
| 2022  | Leopard Racing             | Honda NSF250RW |                     | QAT | INA | ARG | AME | POR | SPA | FRA | ITA | CAT | GER | NED | GBR | AUT | RSM | ARA | JPN | THA | AUS | MAL | VAL |    |      |      |      |      |   |   |
| 2022  | Leopard Racing             | Honda NSF250RW | Dennis Foggia       | 7   | 1   | 2   | 2   | 8   | 18  | 4   | Ret | Ret | 2   | Ret | 1   | 12  | 1   | 14  | 2   | 1   | 9   | 6   | 4   |    | 246  | 3.º  | 376  | 2.º  |   |   |
| 2022  | Leopard Racing             | Honda NSF250RW | Tatsuki Suzuki      | Ret | 10  | 5   | 10  | 12  | Ret | 5   | 3   | 3   | 5   | 4   | Ret | 2   | 6   | 12  | Ret | Ret | Ret | Ret | 14  |    | 130  | 7.º  | 376  | 2.º  |   |   |
| 2023  | Leopard Racing             | Honda NSF250RW |                     | POR | ARG | AME | SPA | FRA | ITA | GER | NED | GBR | AUT | CAT | RSM | IND | JPN | INA | AUS | THA | MAL | QAT | VAL |    |      |      |      |      |   |   |
| 2023  | Leopard Racing             | Honda NSF250RW | Jaume Masiá         | 5   | Ret | 2   | 3   | 3   | 5   | 6   | 1   | 18  | Ret | 2   | 2   | 1   | 1   | 6   | 8   | 4   | 3   | 1   | 13  |    | 274  | 1.º  | 349  | 2.º  |   |   |
| 2023  | Leopard Racing             | Honda NSF250RW | Tatsuki Suzuki      | 14  | 1   | Ret | 8   | 13  | Ret |     |     | Ret | 13  | 8   | 15  | Ret | Ret |     |     |     |     |     |     |    | 50   | 19.º | 349  | 2.º  |   |   |
| 2023  | Leopard Racing             | Honda NSF250RW | Adrián Fernández    |     |     |     |     |     |     | 16  | Ret |     |     |     |     |     |     | Ret | 5   | 15  | 5   | 17  | 14  |    | 25   | 22.º | 349  | 2.º  |   |   |
| 2024  | Leopard Racing             | Honda NSF250RW |                     | QAT | POR | AME | SPA | FRA | CAT | ITA | NED | GER | GBR | AUT | ARA | RSM | ERM | INA | JPN | AUS | THA | MAL | SLD |    |      |      |      |      |   |   |
| 2024  | Leopard Racing             | Honda NSF250RW | Adrián Fernández    | Ret | 10  | 11  | 6   | 6   | 10  | 8   | 7   | 4   | 8   | 6   | 11  | 13  | 8   | 2   | 3   | 3   | 22  | Ret | 11  |    | 158  | 6.º  | 311  | 5.º  |   |   |
| 2024  | Leopard Racing             | Honda NSF250RW | Ángel Piqueras      | 12  | Ret | 3   | 10  | 10  | 12  | 11  | 8   | 5   | Ret | 4   | Ret | 1   | 2   | 4   | Ret | 10  | Ret | Ret | 3   |    | 153  | 8.º  | 311  | 5.º  |   |   |

- * Temporada en curso.

## Resultados en el Campeonato del Mundo de Moto2
(Carreras en Negrita indica pole position, Carreras en cursiva indica vuelta rápida)
| Temp. | Equipo         | Moto        | Piloto           | 1   | 2   | 3   | 4   | 5   | 6   | 7   | 8   | 9   | 10  | 11  | 12  | 13  | 14  | 15  | 16  | 17  | 18  | Pts. | C.P. | Pts. | C.E. |   |
| ----- | -------------- | ----------- | ---------------- | --- | --- | --- | --- | --- | --- | --- | --- | --- | --- | --- | --- | --- | --- | --- | --- | --- | --- | ---- | ---- | ---- | ---- | - |
| 2016  | Leopard Racing | Kalex Moto2 |                  | QAT | ARG | AME | SPA | FRA | ITA | CAT | NED | GER | AUT | CZE | GBR | RSM | ARA | JPN | AUS | MAL | VAL |      |      |      |      |   |
| 2016  | Leopard Racing | Kalex Moto2 | Danny Kent       | 6   | 16  | Ret | Ret | 19  | 14  | Ret | 14  | DNS | 12  | 7   | 15  | Ret | 29  | Ret | Ret | 18  | 9   | 35   | 22º  | -    | -    | - |
| 2016  | Leopard Racing | Kalex Moto2 | Miguel Oliveira  | 11  | 21  | Ret | Ret | 9   | 13  | 8   | 15  | Ret | 14  | 9   | Ret | 17  | DNS | DNS |     |     | 13  | 36   | 21º  | -    | -    | - |
| 2016  | Leopard Racing | Kalex Moto2 | Alessandro Nocco |     |     |     |     |     |     |     |     |     |     |     |     |     |     |     | Ret | Ret |     | 0    | NC   | -    | -    | - |

## Ganadores de grandes premios
Desde la creación del equipo diez pilotos de cuatro nacionalidades diferentes ganaron carreras con el equipo.
| N.º | Piloto              | Temporadas | Victorias | Podios |
| --- | ------------------- | ---------- | --------- | ------ |
| 1   | Joan Mir            | 2015–2017  | 11        | 16     |
| 2   | Dennis Foggia       | 2020–2022  | 10        | 21     |
| 3   | Jaume Masiá         | 2020, 2023 | 6         | 13     |
| 4   | Danny Kent          | 2015–2016  | 6         | 9      |
| 5   | Lorenzo Dalla Porta | 2018–2019  | 5         | 16     |
| 6   | Marcos Ramírez      | 2019       | 2         | 4      |
| 7   | Enea Bastianini     | 2018       | 1         | 6      |
| 8   | Tatsuki Suzuki      | 2022-2023  | 1         | 4      |
| 9   | Ángel Piqueras      | 2024       | 1         | 3      |
| 10  | Xavier Artigas      | 2019, 2021 | 1         | 2      |